# Siren (chanson de Sunmi)
Pour les articles homonymes, voir Siren.
Singles de Sunmi
Heroine
(2018) Noir
(2019)
Siren (en coréen : 사이렌) est une chanson enregistrée par la chanteuse sud-coréenne Sunmi. Elle est parue le 4 septembre 2018 par MakeUs Entertainment, et distribuée par LOEN Entertainment.
C'est la chanson titre du mini-album Warning et le dernier clip de la trilogie Gashina et Heroine. Tout comme pour ces deux derniers, la réalisation du clip est confiée à Lumpens.

## Performance commerciale
Siren réalise un all-kill dès sa sortie auprès de six charts locaux (Melon, Génie Mnet, Bugs, Naver et Soribada). C'est le premier perfect all-kill de Sunmi depuis ses débuts solo.

## Classement

### Classement hebdomadaire
| Chart (2018)                       | Meilleure position |
| ---------------------------------- | ------------------ |
| Corée du Sud (Gaon Digital Chart)  | 1                  |
| Corée du Sud (K-pop Hot 100)       | 1                  |
| US World Digital Songs (Billboard) | 5                  |

### Classement mensuel
| Chart (2018)                      | Meilleure position |
| --------------------------------- | ------------------ |
| Corée du Sud (Gaon digital Chart) | 1                  |